# Castelul Csáky din Almașu
Castelul Csáky este o construcție de tip conac din localitatea Almașu, județul Sălaj. Acesta este înscris pe lista monumentelor istorice din județul Sălaj, elaborată de Ministerul Culturii și Patrimoniului Național din România în anul 2010. Castelul a fost construit la începutul secolului XIX de către familia Csáky. Strămoșii lor au ajuns pe aceste meleaguri în 1594 când principele Sigismund Báthory a dăruit moșia Almașului șefului oștilor ardelene, István Csáky. În anul 1808, urmașii lui au început construirea conacului, care prin mărimea lui și prin dimensiunea moșiei presărate cu clădirile anexe, a devenit cel mai mare conac din Țara Călatei. La construcție au fost folosite mai multe pietre, chiar și sculptate, de la cetatea Almașului. Clădirile anexe au fost demolate, iar conacul a ajuns într-o stare jalnică.